# Goudomp
Goudomp – miasto w Senegalu, w regionie Kolda, nad rzeką Casamance. Według danych szacunkowych na rok 2007 liczy 12 192 mieszkańców.